# Marest-Dampcourt
Marest-Dampcourt är en kommun i departementet Aisne i regionen Hauts-de-France i norra Frankrike. Kommunen ligger  i kantonen Chauny som ligger i arrondissementet Laon. År 2022 hade Marest-Dampcourt 342 invånare.

## Befolkningsutveckling
Antalet invånare i kommunen Marest-Dampcourt
Referens: INSEE